# Yuri (jezična porodica)
Yuri (Juri, Juri-Taboca), nezavisna i izolirana porodica indijanskih jezika čiji je jedini član istoimeni jezik yuri ili carabayo kojim se služe Carabayo ili Yuri Indijanci, koji je imao je oko 10 dijalekata. Nastanjeni u brazilskoj državi Amazonas i kolumbijskom departmanu Amazonas. Kao nezavisnu porodicu ili izolirani jezik vodi ga Chamberlain (1913) a slijede ga Krickeberg (1922), Rivet (1924), W. Schmidt (1926), Tessmann (1930). Chamberlain i W. Schmidt preferiraju naziv Juri.
Markham je (1910) tvrdio da im je jezik srodan aravačkom jeziku passé, a Loukotka (1935) da pripada karipskoj porodici.
Tanto Tovar i Larrucea de Tovar (1984.), uz navedenog  Chamberlaina (1913.) drže ih izoliranom grupom, nesrodnom svima ostalima. Greenberg (1987.) smatra da su Yuri srodni Ticunama. 
Arango i Sánchez (1998.) daju broj od 200 pripadnika ove etničke grupe, nastanjenih na gornjem tok u río Puré, te u području Tarapace.